# Acrapex azumai
Acrapex azumai är en fjärilsart som beskrevs av Shigero Sugi 1970. Acrapex azumai ingår i släktet Acrapex och familjen nattflyn. Inga underarter finns listade i Catalogue of Life.